# Tipulomorpha
De Tipulomorpha is een infraorde van Nematocera, met de langpootmuggen, een zeer grote groep en verwante families.
Een recente classificatie die grotendeels op fossielen is gebaseerd, splitst deze groep op in een reeks uitgestorven superfamilies (hieronder) en omvat leden van andere infraorden, maar dit is niet algemeen aanvaard.

## Uitgestorven soorten
- Superfamilie Eopolyneuroidea
  - Familie Eopolyneuridae - (Boven Trias)
  - Familie Musidoromimidae - (Boven Trias)
- Superfamilie Tipulodictyoidea uitgestorven
  - Familie Tipulodictyidae - (Boven Trias)
- Superfamilie Tanyderophryneoidea uitgestorven
  - Familie Tanyderophryneidae - (Dogger - Midden Jura)
- Superfamilie Tipuloidea
  - Familie Architipulidae uitgestorven (Boven Trias) - (Jura)
  - Familie Eolimnobiidae uitgestorven (Lias - Onder Jura)
- Superfamilie Eoptychopteroidea uitgestorven
  - Familie Eoptychopteridae - (Lias - Onder Jura)